# Puchar bogów
Puchar bogów – powieść fantasy-przygodowa oparta na mitologii greckiej autorstwa Ricka Riordana. Wydana została 26 września 2023 roku przez Disney Hyperion. Jest to szósta część serii Percy Jackson i bogowie olimpijscy i stanowi kontynuację pięciu powieści, których akcja rozgrywa się po wydarzeniach z serii Olimpijscy Herosi.

## Fabuła
Percy Jackson zostaje poinformowany przez swojego ojca Posejdona, że ponieważ miał nigdy nie istnieć z powodu paktu po II wojnie światowej, zgodnie z którym Wielka Trójka nie miała więcej dzieci, Percy nie kwalifikuje się na Uniwersytet w New Rome. Jednakże, Zeus zgodził się pozwolić Percy'emu na przybycie pod warunkiem, że ukończy trzy nowe zadania dla bogów i otrzyma listy polecające od każdego boga. Posejdon pomaga Percy'emu zamieścić ogłoszenie o jego usługach, jednocześnie wyznaczając nereidę jako doradcę szkolnego Percy'ego w ramach dalszej pomocy.
Dziewczyna Percy'ego, Annabeth Chase i jego najlepszy przyjaciel Grover Underwood zgłaszają się na ochotnika, aby pomóc Percy'emu w ukończeniu zadań.
Podczaszy Zeusa, Ganimedes, odpowiada na ogłoszenie i potrzebuje pomocy, ponieważ jego puchar nieśmiertelności został skradziony i Ganimedes musi go odzyskać, zanim dowiedzą się inni bogowie. Percy i jego przyjaciele badają Hebe i Iris jako potencjalnych podejrzanych i zmuszeni są pracować pomiędzy  zajęciami szkolnymi Percy'ego.

## Premiera
18 października 2022 roku opublikowano informacje na temat premiery książki. 24 lutego 2023 roku pokazano okładkę i podano ostateczną datą premiery projektu. Okładkę wykonał Victo Ngai, a książka wyszła 26 września 2023 roku. Wydało ją wydawnictwo Galeria Książki w tłumaczeniu Marty Duda-Gryc.